# Brazilský bullmastif
Brazilský bullmastif (portugalsky Bull-mastiff brasileiro) je vzácné pracovní psí plemeno vyšlechtěné v Brazílii. Je známé pro svou sílu, odvahu a schopnost chránit stáda dobytka.

## Historie
Brazilský bullmastif byl vyšlechtěn zootechnikem Fernandem Xavierem Chavesem a agronomem Marcosem Cortesem Rondonem Caporossiem. Šlechtění začalo v roce 1988 ve státě Minas Gerais a jeho cílem bylo vytvořit rustikální a atletické plemeno, které by se dalo i prakticky využití, především při hlídání stád. Chovatelé proto zkřížili bullmastify, bordeauxské dogy a americké pitbulteriéry. V menším počtu byla využita i krev rotvajlerů, tosa inu, brazilských fil a amerických buldoků.
Je uznáno brazilskou kynologickou federací SOBRACI.

## Povaha
Jako pracovní psi jsou ceněni pro svoji sílu, pohyblivost, vytrvalost a inteligenci. Měl by mít zřejmou fyzickou sílu, širokou a hlubokou hruď a celkový dojem síly. Pes by měl být schopen plnit povinnosti na ranči bez rozsáhlého výcviku. Žíhaní a černí psi jsou žádoucí pro strážní práci, protože jsou méně viditelní v noci. Ideální výška u psů je 60–70 cm a u fen je 50–60 cm. Ideální hmotnost je u psů 50–60 kg a u fen je 35–50 kg.